# Anaximenes (cráter)

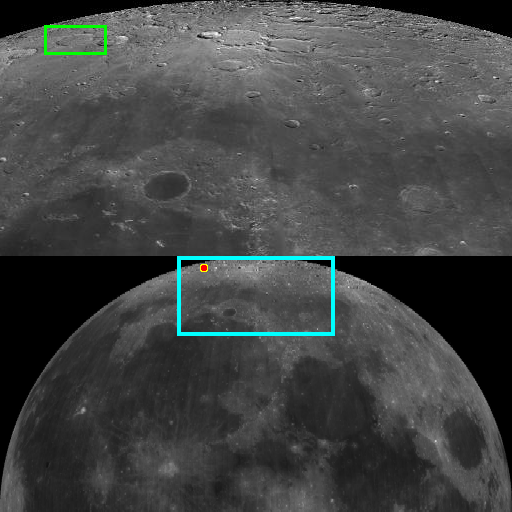
Localización de Anaximenes

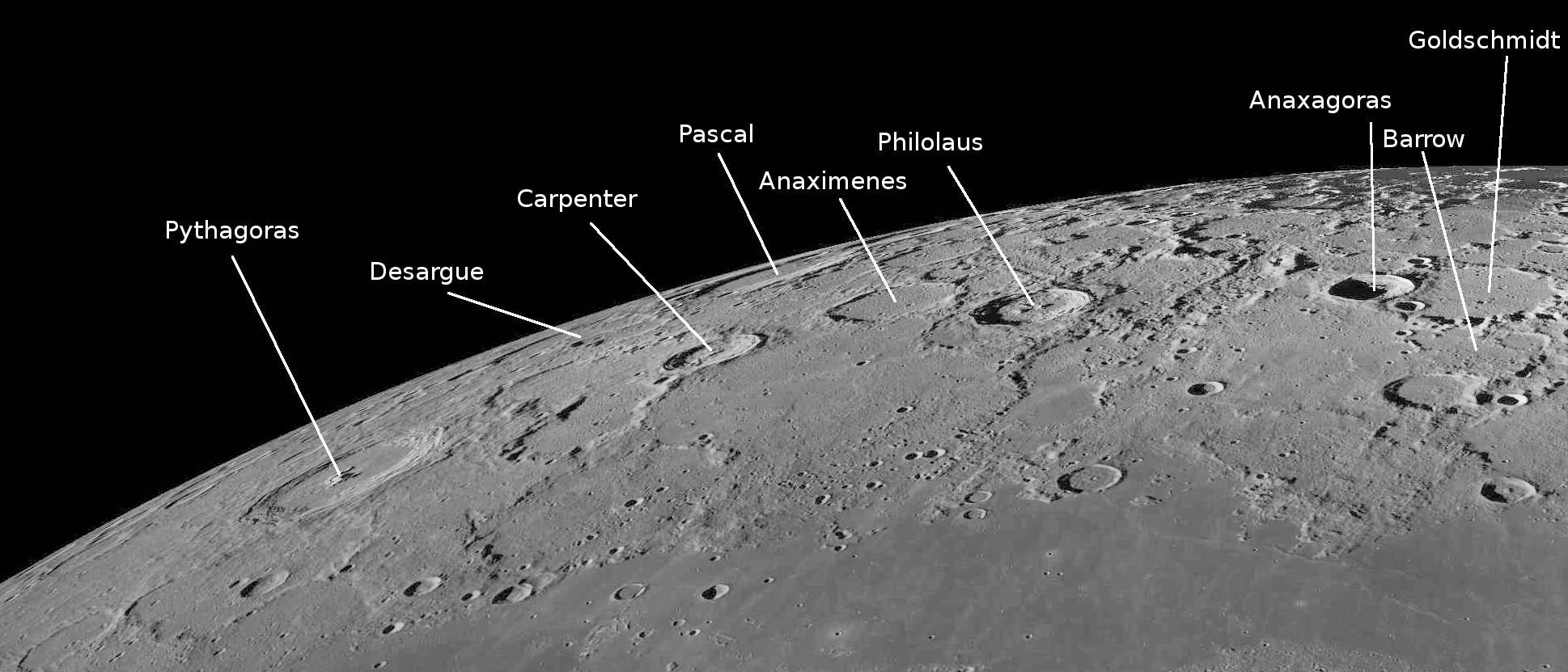
Cráteres próximos al limbo lunar

Anaximenes (Anaxímenes en español) es un cráter de impacto de borde bajo, situado cerca del limbo norte-noroeste de la Luna. Yace al oeste del cráter Philolaus y al noreste de Carpenter. Al noroeste se halla Poncelet, cerca del límite de la superficie de la Luna visible desde la Tierra.

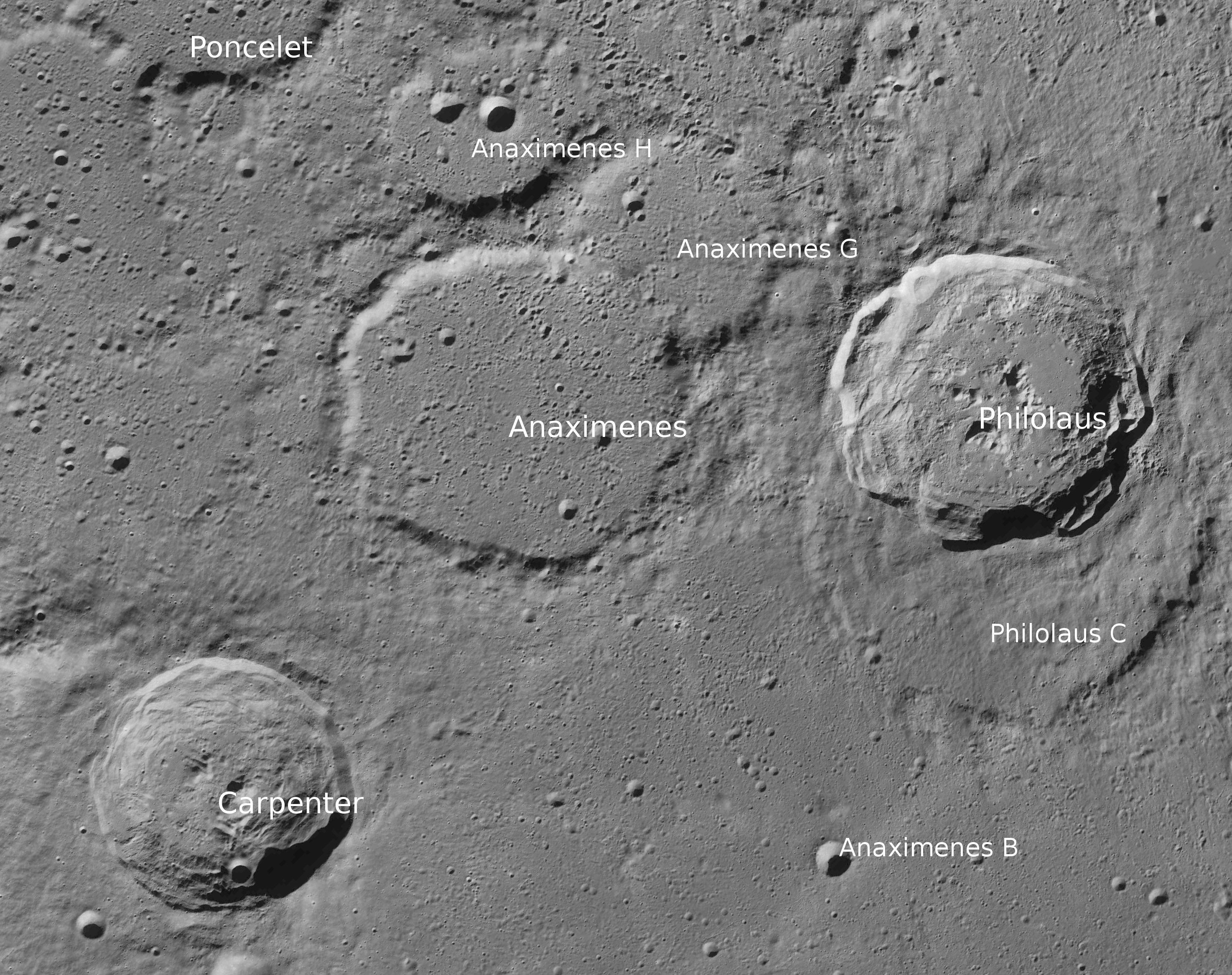
Entorno de Anaximenes. Fotografía de la misión LRO

El borde exterior de Anaximenes ha sido erosionado y desgastado en un anillo de crestas aproximadamente circular. El borde es más bajo en el lado noreste, donde Anaximenes se superpone parcialmente con su cráter satélite igualmente desgastado Anaxímenes G. También hay cortes bajos en el sudeste, donde el cráter está unido a una extensión llana sin nombre propio de la superficie lunar.
El suelo interior de Anaximenes es relativamente plano si se compara con el terreno lunar típico. La superficie interna está marcada por una multitud de pequeños cráteres de varias dimensiones (el más notable tiene un diámetro de unos 2-3 kilómetros).

## Cráteres satélite
Por convención estos elementos son identificados en los mapas lunares poniendo la letra en el lado del punto medio del cráter que está más cercano a Anaximenes.
|            | \| Anaximenes \| Coordenadas \| Diámetro \| \| ---------- \| ----------------------------- \| -------- \| \| B \| 68°48′N 37°54′O / 68.8, -37.9 \| 9 km \| \| E \| 66°30′N 31°24′O / 66.5, -31.4 \| 10 km \| \| G \| 73°48′N 40°24′O / 73.8, -40.4 \| 56 km \| \| H \| 74°36′N 45°18′O / 74.6, -45.3 \| 43 km \| |          |
| Anaximenes | Coordenadas | Diámetro |
| B          | 68°48′N 37°54′O / 68.8, -37.9 | 9 km     |
| E          | 66°30′N 31°24′O / 66.5, -31.4 | 10 km    |
| G          | 73°48′N 40°24′O / 73.8, -40.4 | 56 km    |
| H          | 74°36′N 45°18′O / 74.6, -45.3 | 43 km    |